# La Forteresse (film, 1947)
Pour les articles homonymes, voir La Forteresse.
Pour plus de détails, voir Fiche technique et Distribution.
La Forteresse  est un film québécois réalisé par Fedor Ozep sorti en 1947. Le film a été tourné à Québec et aux Chutes Montmorency.

## Synopsis
Dans la province de Québec, un avocat et mécène, Albert Frédéric, a des années auparavant commit un meurtre qu'il a maquillé en accident dans le but de toucher de l'argent. Plus tard, une femme à l'agonie raconte à une journaliste, Mary Roberts, qu’elle pense que l’accident était en fait un meurtre. La jeune femme commence alors à enquêter. Pendant ce temps, Michel Lacoste, un compositeur classique, soutenu financièrement par Frédéric, connait des problèmes conjugaux jusqu'à ce que sa femme finisse par se suicider. Frédéric se faufile dans leur appartement pour dérober un mot qu'elle a laissé à son mari et réussit à convaincre ce dernier qu’il l’a tuée dans un accès de rage dû à l’ivresse. 
Michel reconnait qu'il était saoul et ne se souvient de rien. L’avocat propose alors au compositeur de tuer la journaliste Mary Roberts en échange de son assistance juridique, qui lui garantira de gagner son procès. Ne voyant pas d’autre alternative, l'homme accepte à contrecœur et lorsqu'il rencontre sa victime, il n'a pas le courage de la tuer. Les deux commencent à tomber amoureux et finissent par découvrir que l’avocat est le tueur. Ils mettent au point un plan qui pousse Frédéric à avouer ses crimes.

## Fiche technique
- Réalisateur : Fedor Ozep
- Scénaristes : Rian James et Leonard Lee d'après une idée originale de Michael Lennox et George Zuckerman
- Dialogues français : Henri Letondal, René-O. Boivin, Jean Laforest et Simon Langlais
- Dialogues additionnels : Gina Kaus, Hugues Kemp et Sidney Banks
- Script : Jacqueline Descarries et Noëlla Pigeon
- Producteur :  Paul L'Anglais (Québec Productions)
- Producteur associé : Roger Woog
- Producteur délégué : George Marton
- Société de production : Quebec Productions
- Montage images :  W.L. Bagier, Jean Boisvert et Richard J. Jarvis
- Musique : Morris C. Davis et André Mathieu
- Direction artistique : William Koessler
- Photo : Guy Roe
- Format :  Son mono - Noir et blanc - 1,37:1 - 35 mm
- Pays d'origine :  Canada
- Langue : français
- Genre : Film dramatique
- Durée : 98 minutes

## Distribution

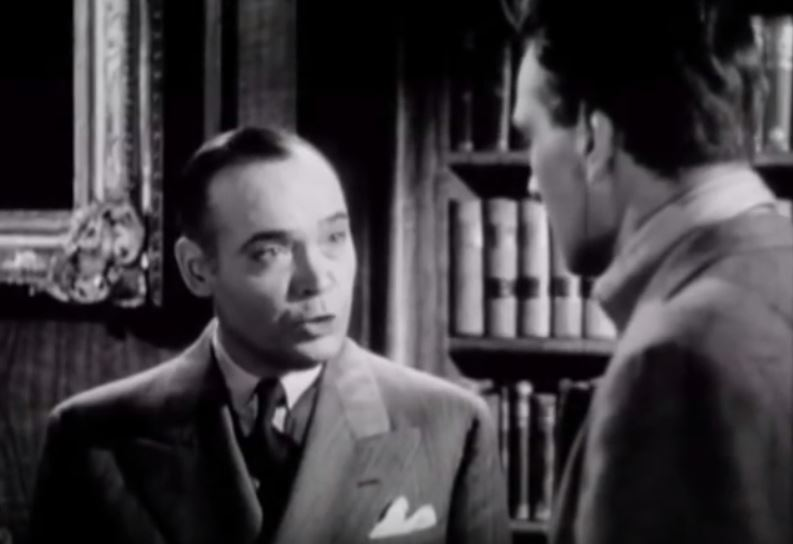
Jacques Auger et Paul Dupuis

- Paul Dupuis : Michel Lacoste
- Jacques Auger : Albert Frédéric
- Nicole Germain : Marie Roberts
- Henri Poitras
- Lucie Poitras : Mère Supérieure
- Mimi D'Estée : Blanche Lacoste
- Henri Letondal : Edward Durant
- Rolland Bédard
- Louis-Philippe Hébert
- Germaine Lemyre
- Armande Lebrun : Renée Brancourt
- George Alexander
- Arthur Lefebvre
- Louis Rolland